# Bobby Roode
Robert F. "Bobby" Roode, Jr. (født 11. maj 1977) er en canadisk wrestler i Total Nonstop Action Wrestling (TNA), hvor han fik sin debut i 2004. I 2011 vandt han TNA World Heavyweight Championship, og han er den længstsiddende verdensmester i TNA nogensinde. 
Bobby Roode fik sin debut for Team Canada i 2004, og kort tid efter erobrede han NWA World Tag Team Championship sammen med Eric Young. I 2008 dannede han tagteamet Beer Money, Inc. sammen med James Storm. Sammen vandt de TNA World Tag Team Championship fire gange, samtidig med at de også blev de længstsiddende verdensmestre nogensinde i TNA. 
I september 2011 fik Bobby Roode sin første store triumf som single-wrestler, da han vandt The Bound for Glory Series-turneringen. Han blev dermed topudfordreren til TNA's VM-titel, TNA World Heavyweight Championship. Måneden efter vandt han VM-titlen, som han holdt i rekordlang tid. 